# کورو موناستیری
کورو موناستیری (به لاتین: Kourou Monastiri) یک منطقهٔ مسکونی در قبرس شمالی است که در ناحیه لفکوشا واقع شده‌است. کورو موناستیری ۲۰۸ نفر جمعیت دارد.